# Sitzmanns
Sitzmanns ist eine Ortschaft und eine Katastralgemeinde der Stadtgemeinde Groß Gerungs im Bezirk Zwettl in Niederösterreich.

## Geschichte
Laut Adressbuch von Österreich waren im Jahr 1938 in Sitzmanns zwei Flaschenbierhändler, ein Schmied, ein Schneider, zwei Schuster, ein Viktualienhändler und einige Landwirte ansässig.

## Siedlungsentwicklung
Zum Jahreswechsel 1979/1980 befanden sich in der Katastralgemeinde Sitzmanns insgesamt 40 Bauflächen mit 17.909 m² und 28 Gärten auf 12.054 m², 1989/1990 gab es 40 Bauflächen. 1999/2000 war die Zahl der Bauflächen auf 116 angewachsen und 2009/2010 bestanden 55 Gebäude auf 108 Bauflächen.

## Bodennutzung
Die Katastralgemeinde ist landwirtschaftlich geprägt. 261 Hektar wurden zum Jahreswechsel 1979/1980 landwirtschaftlich genutzt und 103 Hektar waren forstwirtschaftlich geführte Waldflächen. 1999/2000 wurde auf 246 Hektar Landwirtschaft betrieben und 116 Hektar waren als forstwirtschaftlich genutzte Flächen ausgewiesen. Ende 2018 waren 228 Hektar als landwirtschaftliche Flächen genutzt und Forstwirtschaft wurde auf 119 Hektar betrieben. Die durchschnittliche Bodenklimazahl von Sitzmanns beträgt 19,9 (Stand 2010).